# Maria Shriver
Maria Owings Shriver (født 6. november 1955 i Chicago i Illinois) er en amerikansk journalist, forfatter og tidligere Californiens førstedame. Hun var gift med tidligere Guvernør Arnold Schwarzenegger. Hun er datter af Sargent Shriver og Eunice Kennedy Shriver, og dermed også niece til John F., Robert F. og Edward Kennedy.